# Championnats d'Europe de boxe amateur 2006
Navigation
Édition précédente Édition suivante
La 36e édition des championnats d'Europe de boxe amateur s'est déroulée à Plovdiv, Bulgarie, du 13 au 23 juillet 2006. 

## Résultats

### Podiums
| Catégories                  | Or                 | Argent            | Bronze                               |
| Poids mi-mouches (-48 kg)   | David Ayrapetyan   | Alfonso Pinto     | Mumin Veli Hovhannes Danielyan       |
| Poids mouches (-51 kg)      | Georgiy Balakshin  | Samir Mammadov    | Bato-Munko Vankeev Jérôme Thomas     |
| Poids coqs (-54 kg)         | Ali Aliyev         | Detelin Dalakliev | Mirsad Ahmeti Zsolt Bedak            |
| Poids plumes (-57 kg)       | Albert Selimov     | Shahin Imranov    | Stephen Smith Alexey Shaidoulin      |
| Poids légers (-60 kg)       | Aleksey Tishchenko | Hrachik Javakhyan | Vazgen Safaryants Olexandr Klyuchko  |
| Poids super-légers (-64 kg) | Boris Georgiev     | Oleg Komissarov   | Ionut Gheorghe Gyula Kate            |
| Poids welters (-69 kg)      | Andrey Balanov     | Spas Genov        | Oleksandr Stretskyy Khakhaber Jvania |
| Poids moyens (-75 kg)       | Matvey Korobov     | Rakhib Beylarov   | Oleksandr Usyk Fundo Mhura           |
| Poids mi-lourds (-81 kg)    | Artur Beterbiyev   | Ismail Sillakh    | Kenneth Egan Constantin Bejenaru     |
| Poids lourds (-91 kg)       | Denis Poyatsika    | Roman Romanchuk   | Elchin Alizade Aleksandr Povernov    |
| Poids super-lourds (+91 kg) | Islam Timurziev    | Robert Helenius   | Kubrat Pulev Kurban Gunebakan        |

### Tableau des médailles
| Place | Pays              | Médaille d'or, Europe | Médaille d'argent, Europe | Médaille de bronze, Europe | Total |
| ----- | ----------------- | --------------------- | ------------------------- | -------------------------- | ----- |
| 1     | Russie            | 9                     | 2                         | 0                          | 11    |
| 2     | Bulgarie          | 1                     | 2                         | 2                          | 5     |
| 3     | Ukraine           | 1                     | 1                         | 3                          | 5     |
| 4     | Azerbaïdjan       | 0                     | 3                         | 1                          | 4     |
| 5     | Arménie           | 0                     | 1                         | 1                          | 2     |
| 6     | Finlande          | 0                     | 1                         | 0                          | 1     |
| 6     | Italie            | 0                     | 1                         | 0                          | 1     |
| 8     | Biélorussie       | 0                     | 0                         | 2                          | 2     |
| 8     | Hongrie           | 0                     | 0                         | 2                          | 2     |
| 8     | Roumanie          | 0                     | 0                         | 2                          | 2     |
| 11    | Croatie           | 0                     | 0                         | 1                          | 1     |
| 11    | Angleterre        | 0                     | 0                         | 1                          | 1     |
| 11    | France            | 0                     | 0                         | 1                          | 1     |
| 11    | Allemagne         | 0                     | 0                         | 1                          | 1     |
| 11    | Géorgie           | 0                     | 0                         | 1                          | 1     |
| 11    | Irlande           | 0                     | 0                         | 1                          | 1     |
| 11    | Macédoine du Nord | 0                     | 0                         | 1                          | 1     |
| 11    | Écosse            | 0                     | 0                         | 1                          | 1     |
| 11    | Turquie           | 0                     | 0                         | 1                          | 1     |
| Total | 19 pays médaillés | 11                    | 11                        | 22                         | 44    |